# خورخه واسکس (بازیکن فوتبال، زاده ۱۹۳۷)
خورخه واسکس (اسپانیایی: Jorge Vásquez‎؛ زادهٔ ۲۹ ژوئیهٔ ۱۹۳۷) بازیکن فوتبال اهل پرو بود.
وی همچنین در تیم ملی فوتبال پرو بازی کرده‌است.